# Maryla Jonas
Maryla Jonas   (Varsòvia, 31 de maig de 1911 - Nova York, 3 de juliol de 1959), coneguda també com a Maryla Jonasówna, fou una virtuosa pianista polonesa d'origen jueu, guanyadora del 2n Concurs Internacional de Piano Frédéric Chopin.

## Biografia

### Inici de la carrera com a pianista
Va néixer el 1911 a Varsòvia en el si d'una família nombrosa de jueus polonesos. Fascinada per tocar el piano i ser talentosa en aquest camp, va començar a aprendre a tocar aquest instrument des de ben petita, inicialment amb el tutor Włodzimierz Oberfelt. Als vuit anys va debutar en el seu primer concert públic amb orquestra sota la batuta d'Emil Młynarski, en què va ser reconeguda com una "nena prodigi". Després, a l'edat d'onze anys, el 1922 va ser admesa al Conservatori de Varsòvia (classe de Józef Turczyński). Als 12 anys, va actuar per primera vegada en un matí simfònic a la Filharmònica de Varsòvia..

### Anys d'estada a Polònia
Durant la seva carrera, va participar en diversos concursos de piano, incloses dos Concursos Internacionals de Piano Frédéric Chopin a Varsòvia. Per tal de preparar-se per a la seva actuació al Concurs Chopin - breument - va anar a Morges per a consultes de piano amb Ignacy Jan Paderewski, i després a Viena amb Emil von Sauer.
El 1927 va aparèixer com una de les més joves participants en el 1er Concurs Internacional de Piano Frédéric Chopin, però va abandonar després de la fase eliminatòria, i no arribà a la final. Cinc anys més tard, el 1932, va obtenir el 13è premi i el títol de llorejada en el 2n Concurs Chopin. En una ressenya de premsa després de la seva actuació d'elimintaròria (17 de març), es va escriure a l'Ilustrowany Kurier Codzienny:
| « | Maryla Jonasówna ens va oferir una creació tan interessant i plena d'imaginació que vam escoltar amb molt de gust els jocs d'aquesta jove artista amb talent. El lirisme de Jonasówna és sincer, assolellat i ple d'encant. La línia de melodia està ben destacada. La Sra. Jonasówna extreu la màxima expressió de la cançó, i destaca de manera altament artística tots els elements dinàmics i expressius. | » |

A més, va participar en la competició internacional de piano Beethoven a Viena (1933), on va rebre el premi i al Concurs Internacional de Música Eugène Ysaÿe a Brussel·les (1938). Va actuar en molts països europeus, inclosos a Alemanya, França, Països Baixos, Dinamarca i Suècia.. Els anys 1927–1928 va actuar als Festivals de Mozart a Bayreuth i Salzburg..
Abans de l'esclat de la Segona Guerra Mundial, sovint donava concerts a Polònia, inclòs a la Filarmònica de Varsòvia, on, entre d'altres va tocar el Primer Concert per a piano en mi menor de Henryk Melcer-Szczawiński i Partita per a piano i orquestra d'Alfredo Casella. Aleshores, es va casar per primera vegada amb un conegut criminòleg polonès. Va actuar sovint a recitals, amb el repertori de diversos compositors. A Polskie Radio es va poder escoltar retransmesos els concerts de Chopin.

### Període d'emigració a Amèrica
Durant la Segona Guerra Mundial, va perdre els seus pares, el seu marit i els seus dos germans en els seus primers mesos, i després va ser arrestada per la Gestapo i empresonada.. Després de set mesos de presó, un dels oficials alemanys la va treure, en sentir-la la tocar un concert i li va suggerir que anés a l'ambaixada del Brasil a Berlín, on va arribar –a peu– al cap d'unes setmanes. Després que els funcionaris de l'ambaixada li donessin documents falsos, on la feien passar per esposa del fill de l'ambaixador, se'n va anar al punt de trasllat a Lisboa, des d'on es dirigí cap a Amèrica del Sud, i arribà a Rio de Janeiro, al Brasil, el 1940..
En estar en una posició difícil després de viatjar (esgotament físic i mental), va rebre tractament en un sanatori. Un moment clau en la seva vida posterior va ser la trobada el 1940 amb l'eminent pianista i virtuós Artur Rubinstein, que venia d'un cicle de recitals, i que la va ajudar a tornar a la vida artística activa. El 30 de juny de 1940 va donar el seu primer concert a Rio de Janeiro després d'arribar a l'Amèrica del Sud. En els anys següents, va fer diverses gires a Rio de Janeiro i Buenos Aires, així com a d'altres països llatinoamericans. Després va decidir provar sort als Estats Units, on el 25 de febrer de 1946 va actuar al Carnegie Hall de Nova York, en el seu primer concert organitzat després de la fi de la guerra, que va tenir lloc amb una petita assistència de públic. Només els crítics musicals i els periodistes es vana adonar del seu talent. Jerome D. Bohm, crític musical de The Herald Tribune, va escriure una ressenya favorable sobre ella en aquell moment, on afirmava: 
| « | Totalment impecable, la millor pianista des de Teresa Carreño. (...) És difícil imaginar una interpretació tonal més sofisticada.. | » |

Unes setmanes més tard (30 de març), es va organitzar un altre concert a Nova York (Carnegie Hall), en què va obtenir un gran èxit, tant artístic com d'assistència. Després el 10 d'octubre de 1946, va actuar amb l'Orquestra Filharmònica de Nova York dirigida per Artur Rodziński, i després va actuar en altres sales de concerts estatunidenques, incloses Chicago, Filadèlfia, Cincinnati o Dallas i al Canadà. El 1946 es va casar per segona vegada, amb l'endocrinòleg Ernest G. Abraham.

### Darrers anys
Durant un dels seus concerts el 1951 va desmaiar-se i des de llavors va reduir significativament el ritme de la seva vida artística. Les proves dutes a terme el 1952 van demostrar que això era el resultat d'una rara malaltia a la sang. Des de llavors, va donar concerts només de manera esporàdica. L'1 de desembre de 1956 va aparèixer, per última vegada, en un recital públic al Carnegie Hall de Nova York, amb peces de Wolfgang Amadeus Mozart i Fryderyk Chopin al programa, però per motius de salut es va saltar algunes de les peces previstes i l'última Polonesa en fa sostingut menor de Chopin la va tocar només parcialment i va interrompre l'actuació. Va morir el 3 de juliol de 1959 a Nova York a conseqüència d'una llarga malaltia, progressiva i debilitant. Tanmateix, algun cop s'ha apuntat que la llarga caminada que va haver de fer fins a Berlín podria haver danyat seriosament la salut de Jonas, i això hauria comportat la seva prematura mort, amb només 48 anys.

## Repertori i discografia
El seu repertori inclou peces diverses, entre d'altres de Fryderyk Chopin, Robert Schumann, Henryk Melcer-Szczawiński, Georg Friedrich Händel i Franz Schubert. Va enregistrar diversos àlbums per a Columbia Records.
| Àlbum | |                  |
| Any   | Títol | Editor           |
| 1948  | Maryla Jonas, Piano. Piano Music Of Chopin                                                                  | Columbia Records |
| 1948  | Schumann, Scenes Of Childhood, Op. 15. Maryla Jonas, Piano                                                  | Columbia Records |
| 1950  | Chopin: Mazurkas. Maryla Jonas, Piano                                                                       | Columbia Records |
| 1950  | Chopin: Nocturnes. Maryla Jonas, Piano                                                                      | Columbia Records |
| 1952  | A Piano Recital Of Chopin By Maryla Jonas                                                                   | Columbia Records |
| 1955  | Chopin Mazurkas. Maryla Jonas, Piano                                                                        | Columbia Records |
| 2000  | Piano Masters Maryla Jonas: Chopin, Schumann, Handel, Rossi, Schubert Arxivat 2019-01-31 a Wayback Machine. | Pearl            |
| 2017  | The Maryla Jonas Story - Her Complete Piano Recordings - Remastered                                         | Sony             |
| 2017  | Maryla Jonas Plays Piano Miniatures                                                                         | Sony             |